# Lymphatic Phlegm
A Lymphatic Phlegm brazil goregrind és grindcore együttes, mely 1996-ban alakult meg Curitibában. Angol nyelven énekelnek, témáikat a patológiából merítik, szövegeik borzalmas betegségeket, morbid elváltozásokat írnak le.

## Története
André Luiz énekes és Rodrigo Alcântara gitáros 1992 decemberében határozták el, hogy egy black/death metal együttest alapítanak. 1996 februárjában létrehozták a Lymphatic Phlegmet, és ugyanezen év novemberében rögzítették első demójukat (Malignant Cancerous Tumour In The Epithelial Tissue Of The Intestine). A demófelvétel sikeres volt, és mind több felhívást kaptak, hogy készítsenek új számokat és albumokat. A demón kívül két nagylemezt, két EP-t, és tizennyolc split lemezt adtak ki. Dobosuk nincs, helyette dobgépet használnak.

## Tagok
- Rodrigo Alcantara – gitár, basszusgitár, dob programozás (1996–)
- André Luiz – ének (1996–)

## Diszkográfia

### Nagylemezek
- Pathogenesis Infest Phlegmsepsia (2002)
- Show-off Cadavers - The Anatomy of Self-Display (2007)

### EP-k
- Bloodsplattered Pathological Disfunctions (2000)
- Putrescent Stiffs and Pungent Whiffs (2012)

### Split lemezek
- From Rotten Process... to Splatter / Malignant Cancerous Tumour in the Epithelial Tissue of the Intestine (1999)
- Untitled / Mechanisms of Disease: An Introduction to Pathology (2001)
- Just How Daddy Likes It! / Addicted to Pathological Abnormalities (2002)
- Untitled / Serum Sickness Syndrome (2002)
- Untitled / Feeding Your Pathological Needs (2002)
- Lymphatic Phlegm / Autophagia / Feculent Goretomb / Ulcerrhoea (2002)
- Wide Opened Thoraco-Abdominal Tract / Bathed in Hecatombic Concoctions (2002)
- Pathologist's Cadaveric Fleshfeast / For an Apple and an Egg (2002)
- Untitled / Profuse Exsanguine Expurgate (2002)
- Disgusting Gore and Pathology / Polymorphisms to Severe Sepsis in Trauma (2003)
- Last Days of Humanity / Lymphatic Phlegm (2004)
- Untitled / The Hidden Art at the Heart of Modern Medico-Legal Concepts (2005)
- Opus(yckness) I / MK 77 Democracy (2007)
- Threshold to Pathology - The Short Cuts Collection / Entangled by a Toilets Content (2008)
- The Dead Shall Teach the Living / Autopsy for Pleasure (2010)
- Late Pathological Findings / Requisite Procedures for Gore (2011)
- Late Pathological Findings II. / Gastro Intestinal Stromal Tumors (2012)
- C.U.M./L.P. (2017)[1][2]

### Demó
- Malignant Cancerous Tumour in the Epithelial Tissue of the Intestine (1996)